# Neufirrel
Neufirrel ist eine Ortschaft der Gemeinde Uplengen in Ostfriesland. Der im Landkreis Leer gelegene Ort beheimatet 383 Menschen (Stand: 31. Dezember 2020). Neufirrel umfasst eine Fläche von rund 345 Hektar. Bis zur Gemeindegebietsreform im Jahre 1972 war Neufirrel eine selbstständige Gemeinde. Ortsvorsteher ist Sascha Kohl.

## Geschichtliches

### Entwicklung
Die Hannoversche Domänenverwaltung kaufte im Jahre 1822 drei Grundstücke der damaligen Gemeinde Großoldendorf. Dieser Kauf gilt als Gründung des Ortes Neufirrel. Der Ort wurde als Reihensiedlung und Moorkolonie angelegt. Bis dahin galt Neufirrel als Anhängsel der Kolonie Firrel. Durch Kolonaterweiterungen wurde das Dorf größer.
Die ersten Siedler waren sehr arm. Viele Familien sind in der zweiten Hälfte des 19. Jahrhunderts nach Amerika ausgewandert, dadurch wurde die Entwicklung gebremst.
Im Winter 1879 wurde ein Sandweg durch das Moor nach Neudorf angelegt, dadurch konnten Schwerlasten vom Nordgeorgsfehnkanal in Neudorf nach Neufirrel transportiert werden. Ebenfalls wurden Sandwege in Richtung Firrel und in Richtung Remels errichtet. Darüber konnte man weiter nach Hesel und Leer gelangen. Ende der 50er im 20. Jahrhundert wurden diese Wege als Asphaltstraßen weiter ausgebaut.
Eine kleine Schule für rund 50 Kinder wurde bereits 1830 errichtet. Ein Schulgebäude mit Glockenturm wurde 1866 gebaut. Bis 1969 wurde hier unterrichtet, danach wurden die Kinder in Remels bzw. in Stapel eingeschult. Heute wird das Gebäude an der Alten Dorfstraße als Friedhofskapelle genutzt.
Am 1. Januar 1973 wurde Neufirrel in die neue Gemeinde Uplengen eingegliedert.

### Name
Die Ansiedlung nannte man am Anfang Bietzerfehn (nach dem Bach Bietze). Die Kolonie nannte sich selbst zunächst Klein-Firrel. Ab 1830 wird offiziell der Name Neufirrel benutzt. Aufgrund der ärmlichen Verhältnisse nannte der Volksmund den Ort auch als Opennärsfehn, weil angeblich die Bewohner die hintere Hälfte ihrer Häuser ohne Dach erbauen ließen.

### Einwohnerentwicklung
Die Einwohnerzahlen von Neufirrel:
| Jahr | Einwohnerzahl |
| ---- | ------------- |
| 1823 | 23            |
| 1852 | 183           |
| 1859 | 199           |
| 1871 | 236           |
| 1905 | 242           |

| Jahr | Einwohnerzahl |
| ---- | ------------- |
| 1933 | 295           |
| 1946 | 366           |
| 1976 | 366           |
| 1990 | 347           |
| 2007 | 424           |

| Jahr | Einwohnerzahl |
| ---- | ------------- |
| 2012 | 393           |
| 2015 | 401           |
| 2016 | 400           |
| 2017 | 392           |
| 2018 | 396           |

| Jahr | Einwohnerzahl |
| ---- | ------------- |
| 2019 | 380           |
| 2020 | 383           |

## Geografische Lage
Das Dorf Neufirrel liegt im Nordwesten der Gemeinde Uplengen. Benachbarte Orte sind Fiebing und Strackholt (Gemeinde Großefehn), Großoldendorf und Neudorf (Gemeinde Uplengen) sowie Firrel. Am südlichen Rand des Ortes befindet sich das Naturschutzgebiet Hollesand mit der höchsten natürlichen Erhebung auf dem ostfriesischen Festland, dem Kugelberg (etwa 18 m).

## Dorfleben
Das heutige Dorfleben wird durch entsprechende Vereine geprägt. Der 1933 gegründete SV Neufirrel bietet sportliche Aktivitäten, insbesondere Fußball, an. Die Freiwillige Feuerwehr wurde 1934 gegründet. 1981 wurde ein Bürgerverein gegründet, der Veranstaltungen wie Theater, Osterfeuer-Abbrennen, Radwandern, Wandern, Kinderfeste, Weihnachtsfeste und vieles mehr organisiert und die dörfliche Entwicklung mitgestaltet.